# Аетіон
Аетіон (дав.-гр. Ἀετίων, IV ст. до н. е.) — давньогрецький художник часів правління Александра Македонського та діадохів.

## Життєпис
Походив з м. Мілет (Іонія). Про його життя відомо замало. У 340-х роках до н. е. був вже відомим художником. У 334 році до н. е. приєднався до почту Александра Македонського, який до того переміг перського царя Дарія у битві при Граніку.
З цього моменту супроводжував македонського царя, виконуючи для того замовлення. Відомо, що Аетіон був з Александром під час походу до Кілікії, Сирії, Палестини, Єгипту, Вавилонії. Також був свідком весілля Александра Македонського з бактрійською князівною Роксаною у 327 році до н. е. Проте достеменно невідомо, чи брав участь Аетіон в індійському походу. Десь незабаром після цього оженився на доньці Проксеніда, головуючого на Олімпійських іграх. Про діяльність Аетіона після смерті Александра Македонського мало відомостей. Останньою працею, яку приписують Аетіон, є картина 321 року до н. е., що зображувала весілля Деметрія Поліоркета та Філли, доньки Антіпатра.

## Творчість

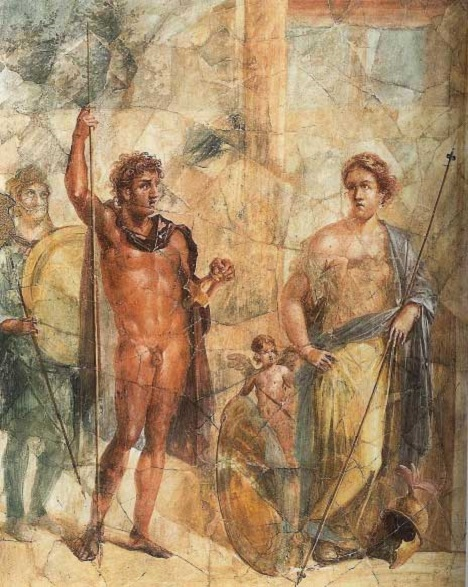
«Весілля Олександра Македонського та Сатіри»

Жодна з його робіт не збереглася. Найвідомішею працею Аетіон є картина «Весілля Александра Македонського та Роксани», що викликала захоплення в учасників Олімпійських ігор. З інших робіт знано про «Весілля Александра Македонського та Сатіри», «Весілля Семіраміди та Ніна», «Діоніс», «Трагедії», «Комедії». Вони відомі лише за описом наступних письменників чи художників, а також у копіях. Сюжети Аетіона використовували художники Відродження, зокрема Боттічелі, Рафаель.
Став першим, хто став майстерно змішувати кольори та тони, завдяки чому зображення на картинах здавалися більш переконливими та схожими на реальні речі та особи.